# Turkpidya
Turkpidya ist eine mehrsprachige Online-Enzyklopädie über die Türkei und turkstämmige Länder, die im Juni 2020 von Abdullah Habib gegründet wurde. Die Plattform bietet Informationen zu einer Vielzahl von Themen in Bezug auf die Türkei, einschließlich ihrer Kultur, Geschichte und Wirtschaft.

## Entwicklung und Funktionen
Turkpidya wurde Mitte 2020 von Abdullah Habib, einem Studenten der Technischen Universität Eskisehir, gegründet. Habib, der ägyptische und türkische Wurzeln hat, gründete die Plattform unter Bezugnahme auf seinen persönlichen Hintergrund.
Turkpidya wurde ursprünglich mit Unterstützung für Türkisch, Arabisch, Englisch und Deutsch gestartet. Die Plattform, die mittlerweile Inhalte in 23 Sprachen anbietet, strebt danach, Informationen über die Türkei und andere Turkvölker-Länder bereitzustellen.
Das Team von Turkpidya, das mittlerweile aus verschiedenen Mitgliedern, Übersetzern und Freiwilligen weltweit besteht, erstellt Inhalte zu einer Vielzahl von Themen.
Im Jahr 2020 gab der Gründer von Turkpidya an, dass sie über 200 Artikel mit insgesamt etwa 150.000 geschriebenen Wörtern verfügen. Anfang 2023 lesen Besucher der Website durchschnittlich 100.000 Wörter jeden Tag.

## Ausweitung auf andere turkstämmige Nationen
Die Expansionspläne von Turkpidya beinhalten, die Berichterstattung über die Türkei hinaus auf andere turkstämmige Nationen auszuweiten. Die von der türkischen Enzyklopädie geplante Erweiterung umfasst die Einbeziehung von Informationen über die vielfältigen Kulturen, Geschichten und Wirtschaften der Turkstaaten, einschließlich Länder wie Kasachstan und Aserbaidschan.